# Deuter Sport
Die Deuter Sport GmbH (Eigenschreibweise: deuter sport) ist ein deutscher Hersteller von Rucksäcken, Schlafsäcken und Accessoires mit Sitz in Gersthofen bei Augsburg. Das Unternehmen gehört neben Ortovox, Maier Sports und Gonso dem Teilkonzern Outdoor des Konzerns der Schwanhäußer Industrie Holding GmbH & Co. KG an, in dessen Konzernabschluss das Unternehmen befreiend einbezogen wird.

## Geschichte

### Gründung und Anfänge
Im Jahr 1898 gründete Hans Deuter in Augsburg-Oberhausen die Firma Mechanische Segeltuch- und Leinenweberei. Erstes Tätigkeitsfeld war die Belieferung der königlich bayerischen Post mit Briefbeuteln und Säcken. 1905 begann Deuter mit der Herstellung von Großraumzelten für Großveranstaltungen. Ab 1910 wurden Stallzelte, Tornister, Pferde-Satteltaschen und Rucksäcke für Teile des deutschen Heeres produziert.
Im Jahre 1919 wurde das Unternehmen zur Aktiengesellschaft und konzentrierte sich vor allem auf Lederwaren, Rucksäcke, Koffer und Zelte.

### Expansion im In- und Ausland
In den 1920er-Jahren begann Deuter mit der Fertigung von Grundausstattung für Biwaks, die erstmals auf der Pamir-Expedition von Willi Rickmers im Jahr 1928 zum Einsatz kam. Basierend auf den Erfahrungen von Rickmers wurde 1930 der Tauern-Wanderrucksack mit verstell- und abnehmbarer Gurtverspannung auf den Markt gebracht, die charakteristisch für spätere Deuter-Modelle war. Der Tauern-Rucksack kam bei der Bergexpedition zum Nanga Parbat im Himalaya im Jahr 1934 sowie 1938 bei der Expedition von Anderl Heckmair an der Eiger-Nordwand zum Einsatz.
Mit Beginn des Zweiten Weltkriegs produzierte man Ausrüstungsgegenstände für die Wehrmacht. 1951 nahm Deuter eine eigene Weberei, Färberei sowie eine Bekleidungskonfektion in Betrieb und begann mit der Produktion von Campingzelten.
Bei der Besteigung des Nanga Parbat durch Hermann Buhl im Jahr 1953 kam erneut der Tauern-Rucksack zum Einsatz. Die erste Serie von Nylon-Rucksäcken wurde 1968 produziert. Ebenfalls in den 1960er-Jahren wurde der erste Hochtouren-Rucksack mit integriertem Tragegestell für schwere Lasten vorgestellt. 1971 wurde Deuter in Deutschland Marktführer in den Bereichen Rucksäcke, Koffer und Taschen. Ab 1984 fertigte Deuter Rucksäcke mit Netzrücken (Eigenbezeichnung: Aircomfort-Netzrückensystem), deren Netzmaterial für eine bessere Belüftung zwischen Rücken und Rucksack sorgen soll.
Im Jahr 1989 spaltete sich der Unternehmensbereich Reisegepäck und Rucksäcke aus der Aktiengesellschaft ab.
Den ersten Fahrradrucksack brachte Deuter 1991 auf den Markt. Seit 1991 fertigt das koreanische Familienunternehmen und Bluesign-Systempartner Duke in Ho-Chi-Minh-Stadt in Vietnam für Deuter Rucksäcke und Taschen. 1995 begann Deuter mit der Produktion von Schlafsäcken, ein Jahr später sowie im Jahr 2000 wurde das Unternehmen Marktführer in der Sparte der Funktionsrucksäcke. Im Jahr 2001 gründete Deuter eine Tochtergesellschaft in den USA.
2005 stellte Deuter den ersten Protektorenrucksack vor. Ein Jahr später wurde das Unternehmen vom Industriekonzern Schwan-Stabilo übernommen und brachte mit der Damen-Linie SL (Slim Line) speziell an die weibliche Anatomie angepasste Rucksäcke auf den Markt.
2013 bezog Deuter die neue Unternehmenszentrale in der Daimlerstraße in Gersthofen.
Im Juli 2013 verbot Deuter Händlern den Verkauf von Deuter-Produkten über Amazon oder anderen Onlineversandportalen mit der Begründung, dass eine Beratung der Kunden unerlässlich sei, um deren Zufriedenheit zu gewährleisten. Nach einem Urteil des Landgerichts Frankfurt vom Juni 2014 wurde es Deuter untersagt, Händler nicht zu beliefern, welche Deuter-Produkte über Internetversandhändler vertreiben. Während seit 2019 auch reine Onlinehändler die Ware direkt beziehen und vertreiben dürfen, priorisiert Deuter nach wie vor den Vertrieb über den klassischen Handel.

### Jüngere Entwicklungen
Die Gründung eines Tochterunternehmens in China, um mit einer eigenen Vertriebsorganisation aus Shanghai heraus den chinesischen Wachstumsmarkt zu bedienen, erfolgte im Juli 2019.
Bei den Olympischen Sommerspielen 2024 stattete Deuter die Sportsoldatinnen und -soldaten unter den deutschen Olympionikinnen und Olympioniken mit Deuter-Rucksäcken und Taschen aus.

## Unternehmensstruktur
Deuter Sport gehört neben den Marken Ortovox, Maier Sports und Gonso zu dem Teilkonzern Outdoor der Unternehmensgruppe Schwanhäußer Industrie Holding GmbH & Co. KG. Die Produktionsstandorte des Teilkonzerns Outdoor befinden sich überwiegend in Asien. In den Ländern USA und China unterhält Deuter eigene Tochtergesellschaften, weitere Niederlassungen befinden sich in Frankreich und Großbritannien. Das Unternehmen vertreibt seine Produkte in über 60 Ländern.
Der Exportanteil des deutschen Unternehmens lag Ende 2020 bei rund 45 %.
2023 beschäftigte Deuter 165 Mitarbeiter; 140 davon arbeiten in der Unternehmenszentrale in Gersthofen, in der auch ein Reparaturservice betrieben wird.

## Produkte

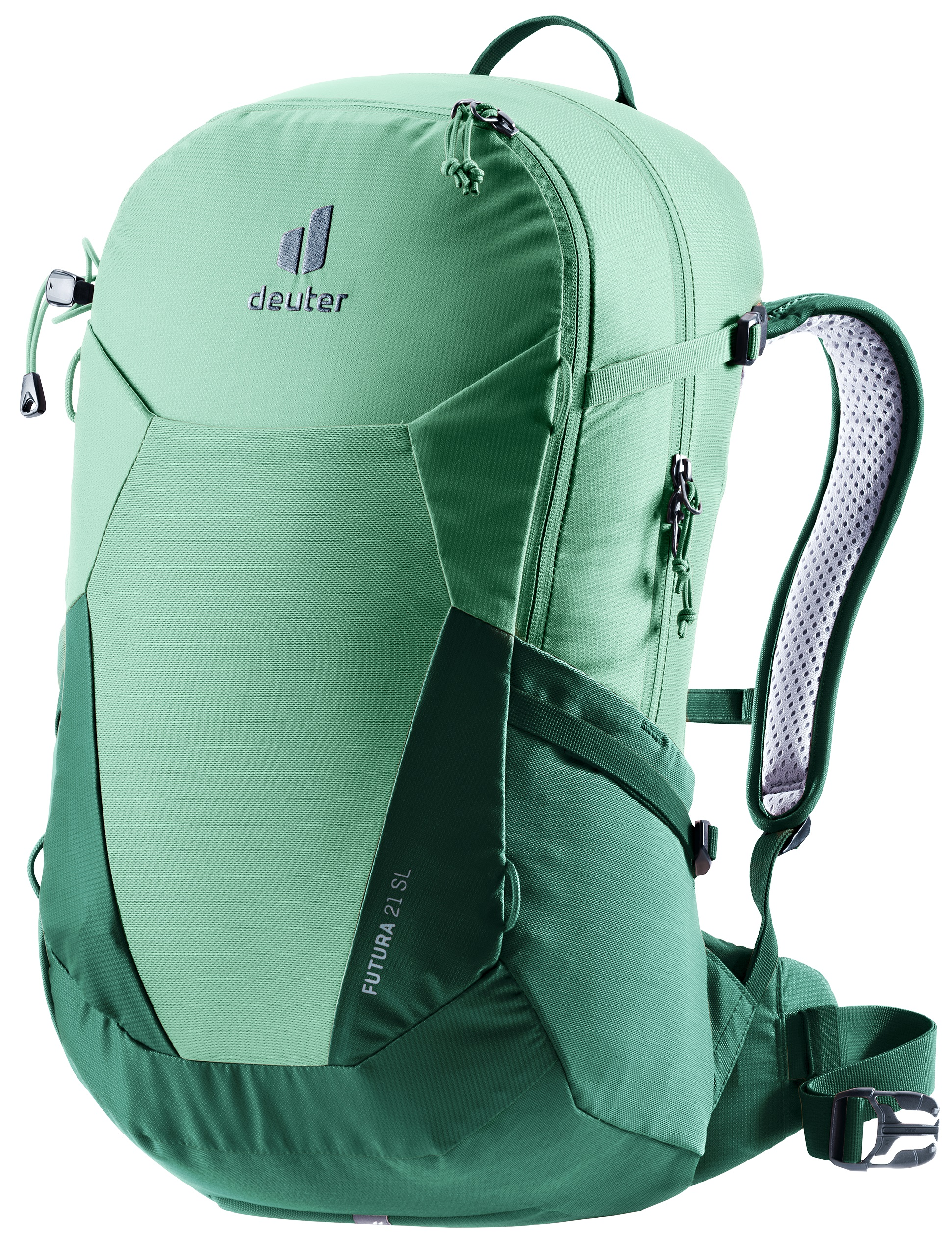
Wanderrucksack „Futura 21 SL“

Deuter fertigt Schlafsäcke, Rucksäcke und Kinderkraxen, sowie Taschen und Accessoires für verschiedene Aktivitäten aus dem Bergsport. Die Rucksäcke des Unternehmens werden in einer Näherei in der vietnamesischen Stadt Ho-Chi-Minh-Stadt gefertigt. Seit 1988 entwickelt und gestaltet Deuter am Standort in Gersthofen in Zusammenarbeit mit relevanten Berufsgruppen (Alpinisten, Radsportler, Bergführer) die Outdoor-Grundausstattung des Unternehmens. 80 % des Umsatzes erwirtschaftet Deuter mit Rucksäcken, jeweils 10 % mit Schlafsäcken sowie Taschen und Accessoires.

## Engagement

### Soziales Engagement
Seit 2009 unterstützt Deuter die Nepalhilfe Beilngries durch Geld- und Sachspenden.
Im Februar 2013 wurde die Shanti Nikunja School in Kathmandu von Vertretern der Firma Deuter und der Nepalhilfe Beilngries eingeweiht. Die Schule, die mit finanzieller Unterstützung von Deuter gebaut wurde, wird auch als „Deuter Schule“ bezeichnet.

### Klimaschutz
Für die Reduktion von CO2-Emissionen, greift Deuter auf Produktrecycling und die Färbemethode der Spinndüsenfärbung zurück, bei der im Vergleich zu herkömmlichen Methoden bis zu 90 % Wasser eingespart werden kann. Das Unternehmen setzt gemeinsam mit der Umweltberatung Climate Partner bauliche und infrastrukturelle Maßnahmen um, damit die CO2-Emissionen des Unternehmens verringert werden.
Darüber hinaus ist das Unternehmen Partner der Klimaschutzinitiative Protect Our Winters Europe.

### Umweltschutz
Seit 2006 ist Deuter Gründungsmitglied der European Outdoor Conservation Association (EOCA) und unterstützt ausgewählte Umweltschutzprojekte. Das Unternehmen ist seit 2008 Bluesign-Systempartner, d. h. die Produkte des Unternehmens sind mit dem Bluesign-Nachhaltigkeitsstandard zertifiziert, darüber hinaus ist Deuter Mitglied des Bündnisses für nachhaltige Textilien.
Deuter ist seit 2011 Mitglied der Fair Wear Foundation und wurde seit 2013 durchgängig mit dem Leader Status der Fair Wear Foundation ausgezeichnet. Das Unternehmen ist außerdem mit dem staatlichen Nachhaltigkeitssiegel Grüner Knopf zertifiziert.
Seit 2015 verwendet das Unternehmen für die Daunenschlafsäcke nur noch Federn, die nach dem Responsible Down Standard (RDS) zertifiziert sind. Für diese Zertifizierung muss eine artgerechte Haltung und Tierschutz in der gesamten Produktionskette, von der Küken-Aufzucht, dem Transport bis zur Schlachtung, nachvollziehbar sein und strenge Auflagen erfüllen.
Seit 2020 sind alle Produkte von Deuter PFAS-frei. Einige Rucksäcke von Deuter sind mit einer wasser- und schmutzabweisenden sowie umweltverträglichen DWR-Beschichtung (Durable Water Repellency) ausgestattet, zudem bestehen einige Produkte aus recycelten Materialien.
Die Deuter Infiniti-Serie, bestehend aus Produkten für Stadt, Reisen oder Bergwanderungen, wird umweltschonend aus Restmaterialien hergestellt. Deuter spendet 10 % des Umsatzes der Infiniti-Serie an die Organisation One Percent for the Planet, die damit weltweit ausgewählte und geprüfte Umweltschutzprojekte fördert.
In Gersthofen unterhält Deuter einen lebenslangen Reparaturservice zur Ressourcenschonung.

## Auszeichnungen
- 2022: Auszeichnung mit dem Deutschen Nachhaltigkeitspreis in der Kategorie „Globale Unternehmenspartnerschaften 2022“[55]
- 2022: Auszeichnung des Deuter-Rucksacks Alproof 32 mit dem ISPO-Award durch eine Jury[56]
- 2023: Finalist der Auszeichnung Deutscher Nachhaltigkeitspreis in der Kategorie „Globale Unternehmenspartnerschaften 2023“[57]